# حليم مداسي
حليم مداسي (20 أبريل 1983 في نانتير) هو لاعب كرة القدم. حاليًا بدون نادي، بعد أن لعب آخر مرة مدافعًا مع اتحاد الشباب الأرمني في ألفورتفيل [الإنجليزية]. ولد في فرنسا واختار تمثيل الجزائر على المستوى الدولي.

## المسيرة الكروية

### النوادي
في 2008، وقع عقد مع اتحاد عنابة بين سنتين إلى 3 سنوات.

### الدولي
تلقى ميداسي أول استدعاء له للمنتخب الجزائري لمباراة ودية ضد بوركينا فاسو في 15 نوفمبر 2006، حيث كان بديلاً غير مشارك. استدعي مرة أخرى لمباراة تصفيات كأس الأمم الإفريقية 2008 ضد الرأس الأخضر، ولكن هنا أيضًا بقي بديلاً غير مستخدم.